# 数の子
数の子（かずのこ、鯑、鯡子、鰊子、䱧）とは、ニシンの魚卵および、ニシンの卵巣をそのまま塩漬けまたは乾燥させたもの。

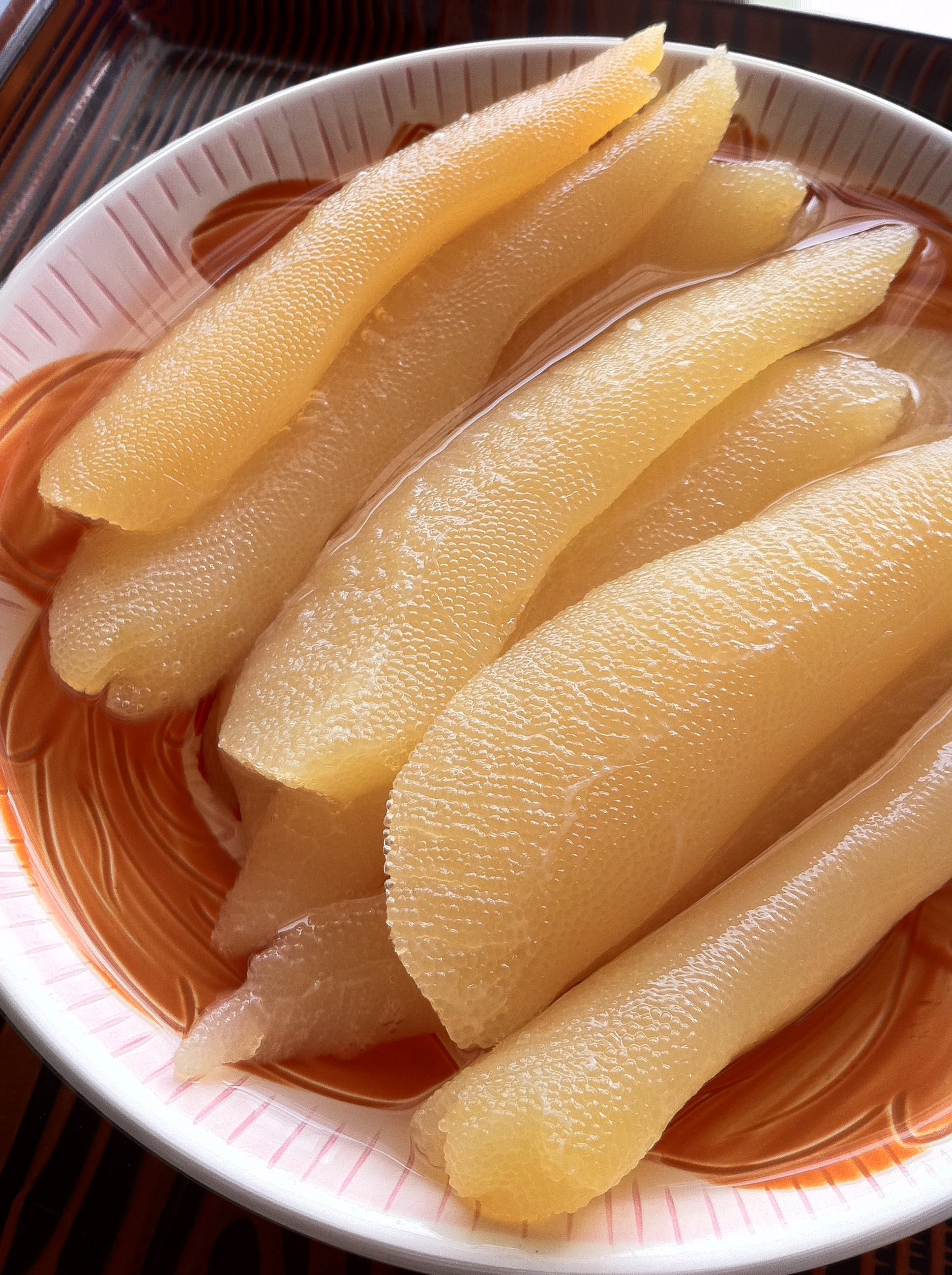
調理された数の子

## 概要

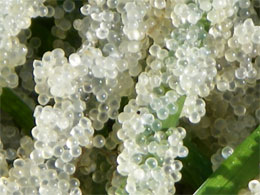
子持昆布

語源は「かどの子」の訛りとされており、これは近世までニシンを「カド」と呼称していた名残である。
基本的にはメスの腹から取り出した魚卵の塊そのものをそのまま食さず、「天日干し」にした「干し数の子」、または「塩漬け」（塩水漬け）にした「塩数の子」を食用とする。ニシンの卵の一粒一粒は非常に細かいが、無数の卵が相互に結着しているので、全体としては長さ約8センチメートル、幅約3センチメートル前後の細長い塊となっている。
「数の子」は語呂合わせで子孫繁栄を祝す品として、特に正月のおせち料理や婚儀の会に重用されてきた。1955年頃を境に国産ニシン漁が急激に途絶え、現在はほぼ輸入物に依存する。綺麗に漂白する製法が確立し、その見た目が「黄金色（こがね色）」をしている様子から「黄色いダイヤ」の異称を持っている。
また、ニシンが昆布に卵を産みつけたものを「子持ち昆布」と呼んで尊ばれる。

## 語源
語源説は大まか二、三通りある。
まず、「カズノコ」は「カドの子」の転訛であり、実際に江戸時代は鰊は「カド」と読まれていた、という由来を通説とする向きもある。『本朝食鑑』（1697年刊）にも"誤って數子を以って鯟子と爲す"、とみえる。『本朝食鑑』でも「鰊」は「加登（かど）」と訓じられ、數子（カズノコ）が「加登乃古・加豆乃古（カドノコ）」とも呼ばれていたとする。現在でもニシンは異称（方言）として「カド」・「カドイワシ」とも呼ばれる。
もうひとつの語源論は、文字通り「数の子の義」だという説であり、江戸時代の国学者大石千引が著書『言元梯』（1830年代）でかつて提唱した。室町・安土桃山時代の用例でも「かずのこ」「かずの子」とあり（後述）、「かどのこ」と書かれてはいない。
さらにいえば江戸後期の随筆『嬉遊笑覧』（1830年）では、数の子の女性語が「かずかず」で、室町時代の正月料理に「コズコズ」があるとしており、『大言海』ではこれらを並記して類語とみなしている。
「カド」がアイヌ語由来という憶測だが、アイヌ語辞典などには「鰊」は「ヘロキ (heroki)」等としか記載されないとして、言語学者楳垣実等が否定している。

## 和食用
日本の市場で流通しているものの殆どは「干し数の子」「塩数の子」「味付け数の子」に分類される。干し数の子は、今ではほとんど作られていない。干し数の子や塩蔵数の子は通常そのままでは食さず、一度「水戻し」または「塩抜き」をしてから食用とする。
特に正月のおせち料理として、醤油漬け（あるいは粕漬け）にして食されてきた。
食通で知られる北大路魯山人は"数の子は塩漬けや生よりも一旦干した物"（干し数の子）を美味だと絶賛する。水戻した干し数の子に花がつお等をのせ醤油をかけるのが一般的な食べ方だが、魯山人のこだわりは、余計な"他の味を染込ませては"ならず、あまり醤油が染み込まないうちに食せ、と随筆「数の子は音を食うもの」に書いている。逆に、干し数の子2週間もかけてやわらかく戻してから、"十分に醤油をしみこませたほうが美味"との意見がある。
松前漬けは、昆布、スルメ、数の子等を醤油・味醂の調味液に漬けこんだもので、当然味は染み込むが、これも本来は素材を生かす料理であるので余計な調味料は使うべきでないという意見がある。一説によれば数の子入りのものは昭和4年(1929年)よりの考案で、元はスルメと昆布のみの醤油漬けであるとされる。
数の子の売りはプチプチという歯ざわりの食感である。この歯ごたえにやや欠けるタイセイヨウニシンの卵巣は、概して言うならば「味付け数の子」や総菜加工向けとなる（ § 産地別評価参照）。
「子持ち昆布」は珍味としてそのまま食用としたり、高級寿司店では寿司のネタとしても利用されているが基本的には価格が高い。

### 産地別評価
近年では、北海道産ニシン漁のごくわずかしか魚卵加工の対象にはならない。カナダ・ブリティッシュコロンビア州産や、米・アラスカ州南部シトカ産や最南端のカーシェイクスの卵質が良く、塩数の子（や干し数の子）向きである。
西太平洋産は、主に味付け数の子向けとされる以外にも、産地別で見ると、バルト海のニシン（C. harengus menbrus亜種）の卵質がよく、塩数の子加工にに向くとされる。他にも英スコットランド（シェトランド諸島）・アイルランド・オランダ産も、塩数の子に加工される。卵塊の粘着力や、逆に脆さ（ばらばらになってしまう）が評価の対象となる。
卵粒の大きさは、ある研究によれば、西太平洋産の卵粒は、タイセイヨウニシンのノルウェー春産卵系は、北海道産と同等の大きさ以上であり、バルト海産はノルウェーものの。

### 栄養学
基本栄養素やカロリーなどの分析は、江戸時代の食生活の栄養に関する研究に発表される。
数の子にはコレステロールが含まれているが、そのコレステロールを消し去るほど、多くのEPA（エイコサペンタエン酸）やDHAら脂肪酸が含まれており、コレステロール値が減少する効果もみこめ、その結果も出ている。また痛風の原因となるプリン体は、意外にもごく僅かしか含まれていない。すなわち従来論であれば痛風症は、青魚全般（ニシンを含む）を避けなければならないが、その卵であるカズノコならば推奨、という結果である。ただし、近年では青魚に対する警告は緩和されている（だが干物他はいまだ特に注意される）:3。

## 歴史
日本では、室町時代の頃からすでに正月の膳にならんだともいわれる。たしかに『親元日記』寛正6/1465年正月の条にそれらしい記述はあるが、"鱈の膓を不来々々（コズコズ）と云て正月用ゆ"とあるので、鱈の白子と推定される（ただし、「コズコズ」と「カズノコ」を類語・類例みなしする書籍もある）。より早期の『撮壌集』（1454年）にすでに「かずの子」とみえ、「来々（クルクル）」と並び称される。
まず足利氏（のちの最後の足利将軍義昭）が「かずのこ」を供されたという記録は、永禄11年（1568年『朝倉亭御成記』に見える。足利氏が食べたという推察もみえる。『朝倉亭御成記』記載。 
また、豊臣秀吉が加賀藩にもてなされたときの二献にも出されたとある（文禄三年（1594年）卯月八日『加賀之中納言殿江御成之事』）がもう一つの古例として挙げられる。

### 江戸時代
江戸期の例えば寛文（1661–1673年）の文書にも、干鰊や数の子が蝦夷地から移出されていたという記述がみえる。
『本朝食鑑』（1697年刊）には師走の臘月（旧12月）から正月にかけて出回るものとされ、乾し数の子については、皂莢（そうきょう、さいかち）すなわちマメ科の植物のさやに似てた、としている。正月のおせち料理や結納において、数の子の粒の多さが子孫繁栄を連想させる比喩から「縁起物」として用いられる事例が増加した。
ニシンの品目を記述した
現地で塩が調達できるようになり、身欠きニシンなど品目が色々と増えたのは享保年間（1716–36年）ではないかとされる"。屏風絵「江指浜鰊之図」（年代不詳、18世紀）を用いた解説によれば、当時、北海道の江差檜山などで行われた鰊加工は、原則、食用の数の子と身欠きニシン、肥料用の乾燥品（白子・「笹目」と称する乾燥エラ部分・乾燥内臓）とされる。ただし、傷物の数の子（ばらになった卵）は、これも肥料の原料にもなった。当時はまだ鰊粕の肥料（後述）は製造されていなかった。鰊粕の製造が盛んになるのは数十年先の19世紀初頭頃である。
享保2年（1717年）の『松前蝦夷記』の記録によれば、数の子は松前の城下にて諸国の船に積載されたが、肥料の白子やニシンは特に中国地方や近江路に出荷された、とある。
数の子も（大量に出荷された）肥料のうちだった、という解釈もされるが、そうとはしていない解説もある。『松前蝦夷記』には「寄鰊子」（よせかずのこ、以下説明）が、幕府への献上品として本土に移送された記載もみえる。数の子は、江戸時代、俵に詰めて出荷され、大阪でこれをほどき箱作りにした。
享保4年（1719年）のニシンの浜役に関する覚書にも、幕府への献上品として数の子や「寄数子」が記載される。数の子や白子は別にとりわけて干したものであり、干し白子は肥料になった。「寄数子（よせかずのこ）」は、「寄せ子」ともいい、数の子をばらばらにほぐしたのち、正方形（または円盤形）に固めた、のち拍子木形に切り分けて使う。
享保の改革によって倹約を進めた江戸幕府8代将軍徳川吉宗は、数の子、ゴマメ、黒豆を「三つ肴」と称して新年にあわせて作れば、安価な材料で将軍と同等に庶民もつつがなく謹賀新年を祝える、とこのセット商品を"企画"して奨励したという。すなわち、当時でも江戸市中では入手が容易だった（贅沢を戒める政策に抵触しなかった）と考えられる。

### 鰊肥・ニシン粕の台頭
その後、ニシン漁や数の子の出荷の盛況さを語る文書として『北海随筆』（元文四年/1739年）"干鯡を田家に（東北や近江）是を用い..其子は海内一面に用ゆる数の子なり"とあり、数の子の利用は全国区となった。
約50年後の天明4年（1784年）頃の史料として『東遊記』には販路も若狭国や五畿内まで拡大し、干鰯より合理的であると評判を得た。数の子を含めた鰊肥が、この天明期を分岐点に、品薄・高騰化になりつつある干鰯（）にとってかわる金肥（有料肥料）としてニシン鰊肥粕が、として売られるようになった。ニシンを煮て圧搾して油をしぼり、残った粕を言うが、これが作られ始めたのは19世紀初頭になってからとされる。数の子は、鰊粕（〆粕）増産にともない、いわばその副産物となっていく。
少なくとも文化か天保年間には「鹽數子（塩数の子）」が、松前藩等から幕府への十二月献上品に加わっている。高価な珍味で、京都の一力茶屋では一皿で金2朱の代金を取ったとする。

## 製法
そもそも国産品は、干し数の子が主であり、産地で生食される以外は、ほとんどが身欠きにしんから日干しして作った干し数の子だった。塩蔵（塩水漬け）が供給量で上回ったのは1954–1955年である。

### 干し数の子
干し数の子にも、もちろん品質の良し悪しはある。大正期の政府資料の説明に拠れば、「外割り鰊（ほかわりにしん）」の製造時に「鮞（はららご）」を取り出し、水で晒した後、筵の上で天日干しにし、大小や品質によって選別する、とある。
昔ながらの製造法では腹から出した数の子は無洗浄で乾かすため、付着した血液などが乾いて外見が黒ずむため「黒乾法」とも呼ばれた。これは昭和期にまでには廃れている。残ったのは「改良法」と「半改良法」で、いずれも塩水に漬けて水を交換して十分血抜きをしてから干すのだが、前者はまだ血が固まらないうちの卵巣に限ってを使い、計量濃度の塩水に沈め、一枚ずつとりだして簾にならべるなど丁寧すぎて量産向けでない。後者は、たいがい海水で間に合わし、毎日１、2度は交換するが、簀の子にあけて、ざるあげのようにしてから乾かす。

### 塩かずのこ
塩数の子は、すでに江戸時代の献上品として紹介したが、製造され始めたのは1900年代（明治30年代以降）に入ってからであると、水産業者筋では語られている。同時代（明治27年）の資料によれば、塩数の子は、水に曝してから水をかえて繰り返してから容器に入れ食塩とともに漬け込む製法となっている。しかし後年の製法だと、食塩水、ないし飽和食塩水に漬けこんだものを指している。
塩蔵ものが増産され始めたのは1960年代頃ともされるが、生産統計上は、1954年以降は北海道の主要漁場で捕れなくなり、その年を境に干し数の子は激減し、優位を塩数の子に譲った。
国産の水揚げ量が途絶えたのち、過渡期には旧ソ連（ロシア）産ニシンなどが供給されたが、1960年頃迄の塩数の子は、臭みが課題で干し数の子の品質にひけをとるとされた。しかし、1963年に北海道留萌市の水産加工会社が過酸化水素による漂白加工技術を確立し、矯臭作用も確認されるが、色も均一な淡い黄金色/黄色に仕上がり、、その色合いから往時には「黄色いダイヤ」とも呼ばれ、高値で取引されるようになった。
漂白は現在なお加工に使われるに至る。そもそも余分な漂白剤は酵素による除去で減らされてはいたが、しかし酵素（カタラーゼ）を体質的に欠乏するラットで微弱な発がん性が確認されたのを受け、1980年、厚生省では食品添加利用に定められた残留量基準をゼロに引き下げた。結果、事実上かずのこ以外では過酸化水素は使われなくなった。

### カズノコの抜き取り作業
漁獲したまま（凍結しない）ニシンの腹から壊さずに魚卵巣を取り出す手間作業だが、江戸時代、蝦夷地江差の松前藩檜山のニシン漁などでは。ニシンから白子や卵巣を取り出す「鰊潰し」は女仕事とされ、刃物はつかわず「手首」（テックビ）と呼ばれる五指の指サックをはめた手で腹を開いていた。数の子や白子、内臓を取りのぞいた身は干しあげて身欠きにしんに加工され、数の子は4，5日小屋で空気乾燥させてから、日干しにした。バラバラになる数の子も生じたが、それらは、同じくとりはずした鰓（「笹目」と呼ぶ）や白子とともに肥料に加工された。
上述の江差屏風の解説では、「鰊潰し」は、地方からの出稼ぎなどを含めた女仕事という表現にとどめているが、他の地域史料に照らすと、とりわけアイヌ女性が使役された様子がうかがえる。宗谷での御試交易に関する『夷諺俗話』（寛政4/1792年）に、"鯡の腸を取る事を、鯡を潰すといふ。右鯡つぶしの時はメノコのする業なり"と、（アイヌの成人女性）の仕事であることが明記される。
生産に関する、ソウヤ場所御試交易の記録では。また、サハリン（旧樺太）においても、商人は日本製品を前貸しで売りつけることを「かやかし」と称して「簾貸帳」という台帳に漬け、貸金残高があればこれを「数子帳」（カズノコ帳とみなされる）に転載し、アイヌ女性の水産物加工の労働力のかたちで取り立てた。
上述の寛政4文書によれば、白子は取り出してすぐ干せばよいが、数の子はそれをするとバラバラになってしまうので、いったん箱詰めや樽に入れて2、3日寝かせてから干さねばならない。
昭和の旺盛期の国産カズノコも（冷凍技術などに頼らず）、生鰊より数の子の抜き出し作業をおこなった。
アラスカでは抜き取り作業（"roe stripping"）は、1960年前後から1970年代半ば頃までは、主に粗雑な塩水漬け方法が実施されていたが、1970年から冷凍抱卵ニシンをまるごと日本に輸出するようになり、年代半ば頃から主流に切り替わった。冷凍化により、卵子が部分的に固定するので、卵巣を取り出しやすくなり、また、濃塩分の身ほどに工業的な処分問題は生じないが、冷凍の仕方を誤ると弾力が失われ「スポンジ化」するという。

### 型による成形
江戸期、蝦夷地では前述のように手作業で数の子を取り出したが、バラバラにくずれた卵も生じ、ニシンの他の部分とともに肥料にもされた。しかし、のちの享保年代には「寄せ数の子」という、数の子をほぐし、ばらになった卵を集めて型で成形した製品ができたことは既述した。現代でも分離卵を容器に入れて固め、花形に切り抜く「花かずのこ」という製品もつくられている。また、コピー商品としては、カラフトシシャモ（カペリン）の卵や、これに崩れた数の子をブレンドし固めた商品も存在する。

## 漁獲地
日本の明治から大正を経て、及び昭和の初期頃までは北海道を中心としてニシン漁が盛んであり、したがって日本産の数の子の入手も比較的容易だった。
しかし、乱獲か海洋環境変化が原因（による北上）、1955年（昭和30年）頃を境にしてニシンの水揚げ量が激減し、日本産の数の子は一気に貴重品となり、これに対して輸入品が台頭する（ § 国外よりの輸入）、危殆に瀕する事態となった。1980年（昭和55年）には、数の子の買い占めが原因で倒産した水産会社が頻りに続出する騒動もあった。
北海道以北のニシンの漁場であった南樺太は江戸時代以来、和人が進出してニシン漁に勤しみ、日露戦争後のポーツマス条約で正式に日本領とされたが、太平洋戦争の敗戦でサハリンは全島がソ連の支配下となった。1955年（昭和30年）頃を境にして日本産の数の子は一気に貴重品となり、これに対して輸入品が台頭。上述したように過渡期にはソ連の冷凍ものを仕入れていたが、1960年代ころから米アラスカ州の供給が増産した。（ § 国外よりの輸入）。1980年（昭和55年）には、数の子の買い占めが原因で倒産した水産会社が頻りに続出する騒動もあった。
1996年（平成8年）以降、日本においてもニシンの水揚げにようやく回復の兆候が見られ、若干量だが国内産の数の子も再び見られる様になった。なお、国内におけるニシン加工業の殆どが留萌市で占めている。また、同市の特産品にもなっており、ふるさと納税のお礼品にもなっている。

### 国外よりの輸入
日本国外では、カナダ・アメリカ合衆国のアラスカ州を始め、等で水揚げされるニシンから数の子が作られ、日本もこれらの地域産のものを輸入している。
アラスカ州では、1960年代半ば頃から、日本向け輸出の数の子を取る産業が起こった。
やがて、カリフォルニア州、カナダのブリティッシュコロンビア州、カナダ東部、ロシア、韓国、中国、英国（スコットランド）、アイルランド、オランダなどからも輸出されるようになった。
上述したように、これらの地域の中、アラスカ等の北米大陸西海岸側のものは主に塩蔵数の子として、カナダのニューファンドランド島等の北米大陸東海岸側のものは主に味付け数の子として、またヨーロッパ産のものは塩蔵数の子、味付け数の子双方として、それぞれ加工される傾向が多いとされている。
アラスカ州の主要漁場は、2022年に割り当てられた漁獲量でみると、シトカ湾（3月末）45,164ショートトン (41,000 t)、コディアック島（4月）8,075ショートトン (7,000 t)、トギャク（5月）65,107ショートトン (59,000 t)に達していた。しかし枠いっぱいの漁獲の見込みは立たない。日本人の嗜好が変わって需要は落ち込み、全盛期の1990年代、トンあたり1000ドルだったニシンの引き取り価格で漁業者が得た総売り上げ6000万ドルは、2020年には500万ドルにまで縮小している。2023年、トギャックの最後の加工工場が購入を見送る意向を示し、当地の魚卵目的のニシン漁シーズンは停止となった。
アメリカやカナダでの数の子向けのニシン漁についてはニシン（en:Pacific herring#Roe fishery）を参照。また子持ちコンブの採取や半養殖については、以下 § 子持ちコンブ漁を参照。

#### 資源活用面の批判
そもそも、アラスカ州ではニシンを雄雌とわずフィッシュミール肥料に加工する産業が成立していたが1966年に廃絶した。これに取って代わるように、ほぼ前後して興ったカズノコ目的の漁業では、主に巻き網漁船で大量のニシンを捕獲し、卵巣を採取した残りの雌と雄のすべて（漁獲重量の90%）を液状ミンチ状にして工場から海に垂れ流していた。これは1990年代まで続き、現在は魚をペット飼料や肥料加工する手段に切り替えられているが、資源活用の観点からいまなお批判の対象となっている。

## アイヌの食文化
アイヌ料理ではハナウド（実際はオオハナウド）の食用茎をピットㇰ（pittok）あるいはシト゜ルキナ（siturukina）と称すが、そのハナウドの料理に数の子をもちいたものがある。ハナウドは根生葉の葉柄を保存したもので、これを戻して刻んだものに、数の子（アイヌ語:ペレ/ぺレー）にアザラシ油を加えて白くなるまで搗き、珪藻土も加えて和えたものをシト゜ルキナ・チカリぺ（siturukina chikaripe 「ハナウド料理」）と称し、その汁を代用母乳として乳児に与えたという。

## 外国の食文化
日本以外の地域では、近隣のアジア諸国、およびニシンの漁獲量が多い北米・ロシアや、大西洋ニシンが獲れる欧州等の地域でも、数の子を食用にする習慣は基本的に一般的とは言えない。それらの地域では、日本に輸出を開始する以前は数の子を全て廃棄していた（ § 漁獲地も参照）。
しかし産地であるカナダやアラスカの現住民には産卵後のものを採取して食べる風習がある。アラスカのカズノコ産業拠点であるシトカ湾付近は、トリンギット族の最古級の村で、悠久の昔より海藻（やツガの枝）に産み付けられた子持ちコンブ（トリンギット語：daaw、ツガならばhaaw、髪海藻ならばne）を採取して食べる風習があったとされる。
ハイダ族もまた、子持ちコンブ（ハイダ語：k'aaw、ガオ）を採取・食する伝統がある。狩ったその場で生食もされたが、天日干しにし、乾物をそのまま食べたり、水で戻して茹でたり炒めたりしても食べる。
ハイダ語で「ワタリガラスのくちひげ」を意味する"x̱uya sg̱yuug̱a"と称する海藻も使われていたが、これはウルシグサ属（Desmarestia）説等がある。また、こちらでもアメリカツガ（カナダツガ）の生木に産卵させる方法が伝統手法がある。これにはハイダ神話の起源説話があり、昔、ワタリガラスが「ニシンびとの踊り家」を覗くと、口髭の部分に魚卵がついたが不味かったので口髭をうち捨て、これが「ワタリガラスのひげ」という海藻になった。次にツガの枝を「家」につっこむと、魚卵がたっぷりとついて美味だった。以来、ツガの枝を使うほうが良い、とされてきた、という内容である。
ハイダのクイーンシャーロット諸島（旧称）とは対岸の場所に住む、ポート・シンプソン（旧称）のツィムシアン族も同様で、ツィムシアン語ではツガに産卵させる子持ち枝を 「ス・ワーンス」xs'waanxと称し、子持ちコンブは「ギュース」gyoosと呼ぶ。
数の子漁の一大産地となったアラスカ南西部トギャック市を中心としたブリストル湾（ベーリング海東端）周辺の市村一帯でも、、原住民のユピック（ユピック＝エスキモー）族は古来より子持ちコンブの採取やニシン漁をおこなってきたとされる。子持ちコンブ（中央アラスカ・ユピック語: qaryaq,）は冷凍保存・塩蔵・乾燥され、アザラシ油で食すのが昔ながらの慣習という。同じくユピックの居住地であるネルソン島の各市村の住民も海に出て子持ちコンブの採取を行う。取ってまもなく消費されることが多いが、アザラシ油漬けを、アザラシの皮袋（英語: "seal poke", puuqの転訛）を容器にして保存したという。ネルソン島民によって拓かれたベーリング海峡域のステッビンスでも、子持ちコンブ（副方言: ellquat）の採集は伝統慣習としておこなわれている。また、同じベーリング海峡方面でイヌピアット族が分布する市村でも、ニシンの魚卵の採取はおこなわれている。

### 子持ちコンブ漁
米アラスカ州やカナダ西岸では「子持ちコンブ」の通称は"spawn on kelp (roe on kelp)"で、ニシンはケルプ類（kelp≈コンブ目）に産卵するものと（定義上・分類学上は厳密でなくとも）そう記述されている。産卵期の採取は、既述したように太平洋岸の原住民が古来行ってきたものである。
日本向けの数の子昆布は、ジャイアントケルプ（"giant kelp"、学名：Macrocystis pyrifera、和名：オオウキモ）に産卵させたものが良質とされている。ジャイアントケルプは本来はアラスカ州でも極めて南東部のしっぽ、またはカナダにしか自生していない。
米・加での数の子昆布猟の黎明期は、次のようなものである。既に第二次世界大戦前に、日系カナダ人が、ハイダ族の居住するクイーンシャーロット諸島に区画をおいて子持ちコンブの採取を画策したという。アラスカ州では、1958年に日本人筋からなにかしらのアプローチがあり、1959年には商業的な野生採集が始まったのは、クレイグ/クラウォック（プリンスオブウェールズ島）においてであった。日本への輸出が始まったのは1962年。そのため野生採取がクレイグ/クラウォックでじゃ1963年には激化し、シトカでも1964年に開始された；第3の拠点としてハイダバーグが1966年にスタートした（いずれも東南部よりの場所である）、結果、1966年では振り当て枠の 250米トン を超過する水揚げとなった。猟期は翌年より大幅に短縮せざるを得なかった。
（ケルプ類の移植と養殖）
1960年、1961年にオープン・パウンド（"open-pound"）という開放型の定置の桝網のなかに、ケルプ類を植生させ、自由に行き来するニシンに産卵させるという方法が、プリンスオブウェールズ島のクレイグで行われた（おそらくアラスカ初の試み） 。しかしその後、乱獲のために猟期が閉止され、1992年になってようやく、今度はクローズド・パウンドという閉鎖型の桝網のケルプ類移植しニシンを放流する方法で、この町では再開された。
野生採取の子持ちコンブ漁は、そのうちオオウキモが自生するアラスカ南部から、他種の海藻に産卵するものを対象にするようになった。例えばウルシグサ属（Desmarestia、英名："hair seaweed"）等である。1968年の品薄状態の際は、ヒバマタ属（Fucus）の子持ちコンブ漁が、州南西部のブリストル湾（トギャックの東）でおこなわれた。1969年より、プリンス・ウィリアム湾では子持ちの各種海藻の漁がおこなわれ1975年に最高潮を迎えたが、資源減少で衰退した。
乱獲にたいし、ある創業者は遠隔地から「未使用」のケルプ類を採取し、採りつくされて荒廃した藻場や、 アマモ属の繁殖地に移植する手段を考案した。また、伐採したケルプ類を、所有する筏に付着させる方法も試みた。
初めはカナダでの囲い（"impoundments"、上述の閉鎖型桝網に同じ）方法による子持ちコンブ漁が開始した。やはり海に浮上する容器にケルプ類を補充し、成熟した成魚を放流、産卵後に子持ちコンブを収穫、という流れのしくみである。カナダが最初にこの養殖許可を発行したのは 1975年で、当初は約半数がブリティッシュコロンビア北部の原住民系操業者であった。囲い（「クローズド・パウンド」、閉鎖型桝網）の手法は、やがてアラスカで模倣された。「クローズド・パウンド」は、正方形の木製枠に、網目素材（"suspended webbing"）のポケットをくくり付け、飼育空間を確保する。ケルプを何枚も吊り下げた紐を何列か渡して、海水に吊り下げられるようにする。

## 文学
「縁起物」として用いられる点から、俳句では新年や人事の季語で、寿ぎや新しい出来事を連想させる冬の語としても度々引用される。俳人や小説家で知られる高浜虚子は、この「数の子」で「数の子に老の歯茎を鳴らしけり」という俳句も詠んでいる。